# أتسوشي يوشيموتو
أتسوشي يوشيموتو (باليابانية: 吉本 淳) (14 يناير 1982 في شيزوكا في اليابان – )؛ هو لاعب كرة قدم ياباني سابق كان يلعب كمهاجم.

## وصلات خارجية
- أتسوشي يوشيموتو على موقع رابطة كرة القدم اليابانية للمحترفين (اليابانية)